# Điện toán phân tán
Điện toán phân tán (tiếng Anh: Distributed computing) là một ngành khoa học máy tính nghiên cứu các hệ thống phân tán. Hệ thống phân tán (distributed system) là hệ thống phần mềm mà các thành phần cấu tạo nên nó nằm ở trên các máy tính khác nhau được kết nối thành mạng lưới. Các máy tính này phối hợp hoạt động với nhau để hoàn thành một nhiệm vụ chung bằng cách trao đổi qua lại các thông điệp (message).
Điện toán phân tán là tính toán song song được phân quyền. Các loại phần cứng, ngôn ngữ lập trình, hệ điều hành và các tài nguyên khác được sử dụng có thể rất đa dạng. Nó tương tự với việc phân cụm máy tính (computer clustering) với khác biệt chính là sự phân tán về mặt địa lý của các tài nguyên.

## Tổ chức
Việc tổ chức tương tác giữa các máy tính trong hệ thống có tầm quan trọng rất lớn. Để có thể sử dụng các loại máy tính đa dạng nhất có thể được, giao thức hoặc kênh truyền không nên chứa hoặc sử dụng bất cứ thông tin nào mà chỉ có một số máy tính nhất định có thể hiểu được. Cũng cần sự quan tâm đặc biệt tới việc các thông điệp phải được chuyển giao một cách đúng đắn và các thông điệp không hợp lệ phải bị loại bỏ, nếu không chúng có thể gây hại cho hệ thống và có thể cả phần còn lại của cả mạng.
Một nhân tố quan trọng khác là khả năng gửi phần mềm tới một máy tính khác một cách khả chuyển (portable) để cho phần mềm đó có thể thực thi và tương tác với mạng hiện hành. Việc này không phải lúc nào cũng khả thi và có ý nghĩa thực tế khi sử dụng các tài nguyên và phần cứng khác nhau, trong trường hợp đó cần sử dụng các phương pháp khác chẳng hạn như biên dịch chuyển mã (cross-compiling) hay chuyển bằng tay (manually porting) phần mềm này.

## Tổng quan
Công nghệ thông tin và viễn thông ngày càng phát triển, đòi hỏi nhu cầu về xử lý thông tin ngày càng cao, nhanh hơn nhiều lần tốc độ phát triển của tài nguyên phần cứng và phần mềm. Có nhiều vấn đề đặt ra mà các hệ thống tập trung thông thường không đáp ứng được, do tốc độ xử lý còn hạn chế. Xây dựng một hệ thống phân tán có khả năng xử lý đồng thời một bài toán trên nhiều máy tính là một hướng giải quyết khả thi và đã được chứng minh tính hữu dụng. Hệ thống phân tán còn tạo nhiều thuận lợi trong việc chia sẻ thông tin trên toàn thế giới
Có nhiều dạng hệ thống phân tán khác nhau và nhiều khó khăn để thiết kế. Mục đích chính của hệ thống phân tán là kết nối người sử dụng và tài nguyên một cách trong suốt, mở, và có thể nới rộng được. Một cách lý tưởng thì hệ thống này có khả năng chịu lỗi tốt hơn và mạnh hơn nhiều hệ thống tổ hợp máy tính độc lập khác.
Ngày nay, các Web Service trở thành những giao thức chuẩn của các hệ thống phân tán.

## Ví dụ
Một ví dụ của hệ thống phân tán là World Wide Web. Khi bạn xem một trang web trên một site, thực ra bạn đang sử dụng một hệ thống phân tán có chứa site đó. Khi bạn duyệt web, trình duyệt của bạn chạy trên máy tính của bạn giao tiếp với những máy chủ web khác nhau và cung cấp cho bạn các trang web mà bạn yêu cầu.
Rất có thể trình duyệt của bạn dùng qua một máy chủ proxy để truy cập đến nội dung các trang web chứa trên máy chủ web nhanh chóng và an toàn hơn.
Để có thể xác định những máy chủ này, trình duyệt phải dùng hệ thống tên miền phân tán DNS. Trình duyệt có thể truy cập tới tất cả những máy chủ này trên Internet thông qua hệ thống các router mà chính bản thân chúng cũng tạo nên một hệ thống phân tán khổng lồ.